# Joachim Dalitz
Joachim Dalitz (* 1951 in Leipzig) ist ein deutscher Organist. Von 1984 bis 2015 war er am Konzerthaus Berlin tätig.

## Ausbildung und Tätigkeit
Joachim Dalitz studierte an der Hochschule für Musik Leipzig u. a. bei Hannes Kästner (Orgel und Cembalo), Heinz Volger, Rolf-Dieter Arens und Hermann Wolf (Klavier) sowie Heinz Röttger (Dirigieren).
1977 bis 1979 war er Aspirant an der Akademie der musischen Künste in Prag. Anschließend wirkte er für fünf Jahre als Organist an der Magdeburger Konzerthalle „Georg Philipp Telemann“ und als Cembalist am „telemann consort magdeburg“. Von 1982 bis 1984 war Joachim Dalitz zugleich Dozent für Orgel und Klavier an der Hochschule für Kirchenmusik Halle.
1984 wurde er als Konzertorganist an das als Konzerthaus wieder eingeweihte ehemalige Berliner Schauspielhaus berufen und war dort bis 2015. Freiberuflich erteilt er weiter Unterricht für Tasteninstrumente.
Von 1988 bis 1991 war er Lehrbeauftragter für Orgel an der Hochschule für Musik Leipzig.
Dalitz gastierte bisher in 23 Ländern Europas, Amerikas und Asiens und spielte zahlreiche Aufnahmen für Rundfunk, Fernsehen und Tonträger ein.
Neben der Orgel spielt Dalitz auch Cembalo, Pedalcembalo und Hammerklavier.

## Preise
Bereits als Schüler gewann Joachim Dalitz beim „1. Johann Sebastian Bachwettbewerb für Kinder und Jugendliche“ 1968 in Leipzig im Fach Klavier den 2. Preis. 1976 erhielt er den 2. Preis beim „V. Internationalen Johann-Sebastian-Bach Wettbewerb“ in Leipzig. Beim „Internationalen Orgelwettbewerb Prager Frühling 1979“ erhielt er ein Ehrendiplom.

## Aufnahmen (Auswahl)
- Joachim Dalitz und das Berliner Sinfonieorchester: Saint-Saens Orgelsinfonie – Poulenc Konzert für Orgel, ETERNA Nr. 729 085, 1986
- Joachim Dalitz: Die Jehmlich-Orgel des Schauspielhauses Berlin – Werke von Reger, Franck, Ritter, Mendelssohn, Liszt, Allegro Corporation, 1991